# Proterops abdominalis
Proterops abdominalis är en stekelart som först beskrevs av Cresson 1872.  Proterops abdominalis ingår i släktet Proterops och familjen bracksteklar. Inga underarter finns listade i Catalogue of Life.